# Lista de títulos e honrarias da Coroa Portuguesa

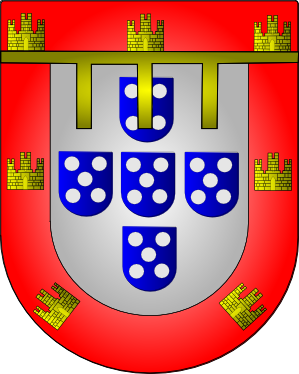
Armas dos Príncipes herdeiros de Portugal a partir de 1481

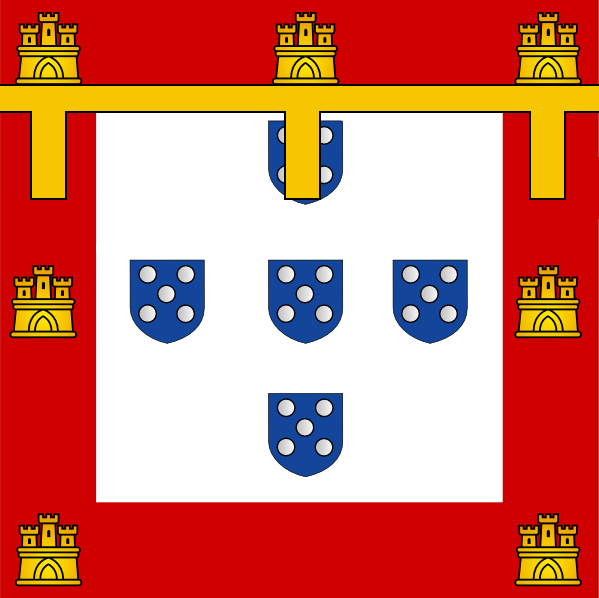
Estandarte do Príncipe herdeiro de Portugal

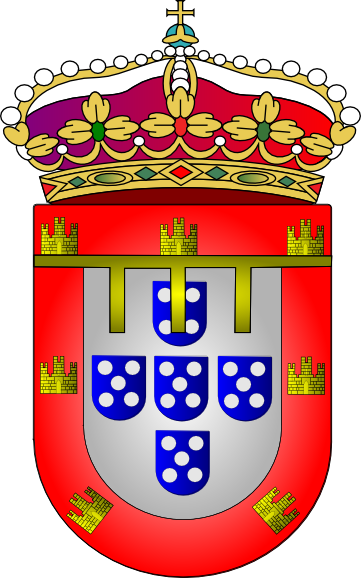
Armas do Príncipe Real

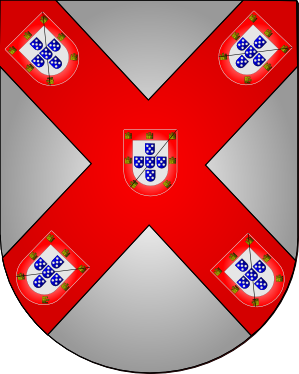
Armas (estilo moderno) da Casa de Bragança após 1581

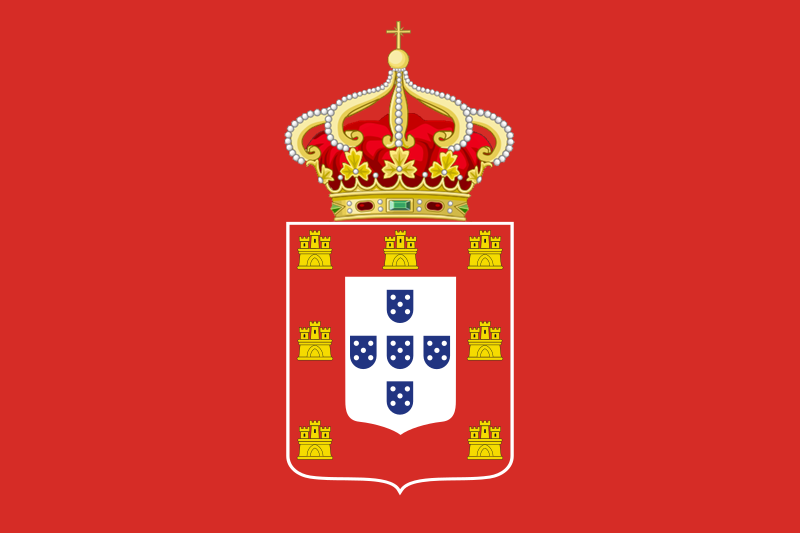
Pavilhão pessoal dos Reis de Portugal (séculos XVIII a XX)

Bandeira portuguesa da navegação para o principado do Brasil

Estandarte do Príncipe Real do Reino Unido de Portugal, Brasil e Algarves, utilizado por D. Pedro de Alcântara na qualidade de príncipe regente

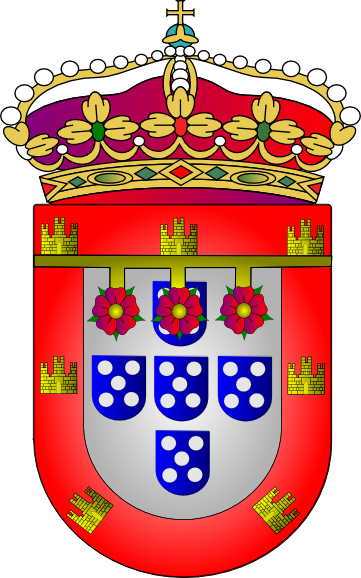
Armas do Príncipe da Beira

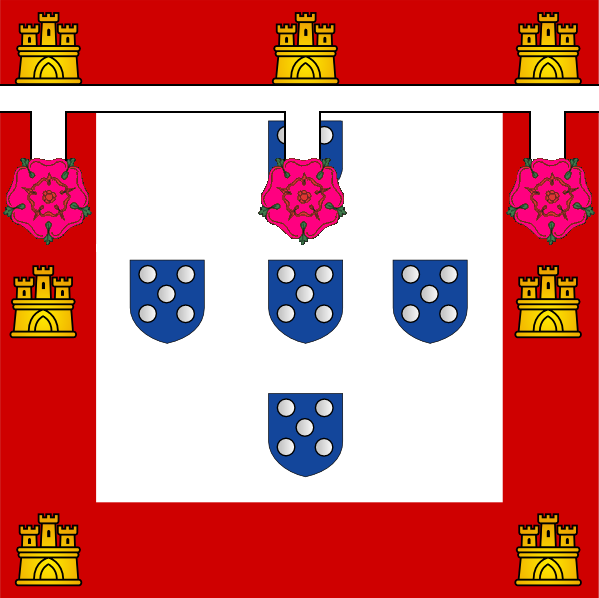
Estandarte do Príncipe da Beira

Esta é uma lista de títulos e honrarias da Coroa de Portugal.

## Títulos detidos pelomonarca do Reino de Portugal
Nota: Os títulos marcados com * são títulos que não estavam em uso em Portugal no século XX.

### Impérios
- Imperador do Brasil* [1]

### Reinos
- Rei de Portugal, Brasil e Algarves*
- Rei de Portugal
- Rei do Algarve
- Rei de Silves*

### Condado
- Conde de Portugal*

### Senhor
- Senhor de Ceuta*
- Senhor de Alcácer-Ceguer*
- Senhor da Guiné

## Títulos detidos peloherdeirodo Reino de Portugal
Nota: Os títulos marcados com '*' são os títulos que não estavam em vigor no século XX:

### Principados
- Príncipe de Portugal*
- Príncipe do Brasil*
- Príncipe Real do Reino Unido de Portugal, Brasil e Algarves*
- Príncipe Real de  Portugal

### Ducados
- Duque de Bragança
- Duque de Guimarães

### Marquesados
- Marquês de Vila Viçosa

### Condados
- Conde de  Guimarães
- Conde de Arraiolos
- Conde de Ourém
- Conde de Neiva
- Conde de Faria

### Ordens hereditárias
- Grão-mestre da Ordem Equestre e Militar de São Miguel da Ala
- Grão-mestre da Ordem de Nossa Senhora da Conceição de Vila Viçosa
- Grão-mestre da Ordem Real de Santa Isabel[2]

## Títulos detidos peloherdeiro aparentedo herdeiro doReino de Portugal

### Principado
- Príncipe da Beira

### Ducados
- Duque de Barcelos

### Condados
- Conde de Barcelos